# Ján Szojka
Ján Szojka es un deportista eslovaco que compitió en ciclismo adaptado en la modalidad de pista. Ganó una medalla de bronce en los Juegos Paralímpicos de Sídney 2000 en la prueba de velocidad tándem (clase abierta).

## Palmarés internacional
| Juegos Paralímpicos | Juegos Paralímpicos | Juegos Paralímpicos | Juegos Paralímpicos            |
| Año                 | Lugar               | Medalla             | Prueba                         |
| ------------------- | ------------------- | ------------------- | ------------------------------ |
| 2000                | Sídney (Australia)  | Medalla de bronce   | Velocidad tándem clase abierta |